# Katedrála Saint-Jean-Baptiste
Katedrála Saint-Jean-Baptiste plným názvem Arménská katedrála Saint-Jean-Baptiste v Paříži (francouzsky Cathédrale arménienne Saint-Jean-Baptiste de Paris) je katedrální kostel arménské apoštolské církve, který se nachází v Paříži v 8. obvodu na ulici Rue Jean-Goujon. Kostel je zasvěcen svatému Janu Křtiteli.